# Tibor Csernai
Tibor Csernai (Pilis, 3 de dezembro de 1938 - 11 de setembro de 2012) foi um futebolista húngaro, campeão olímpico. 

## Carreira
Tibor Csernai fez parte do elenco medalha de ouro, nos Jogos Olímpicos de 1964.